# Joshua A. Norton
Joshua Abraham Norton (4 de febrero de 1818 - 8 de enero de 1880), también conocido como Su Majestad el Emperador Norton I, era un célebre ciudadano estadounidense de San Francisco, California, que se declaró "Emperador de los Estados Unidos y protector de México" en 1859.

## Primeros años

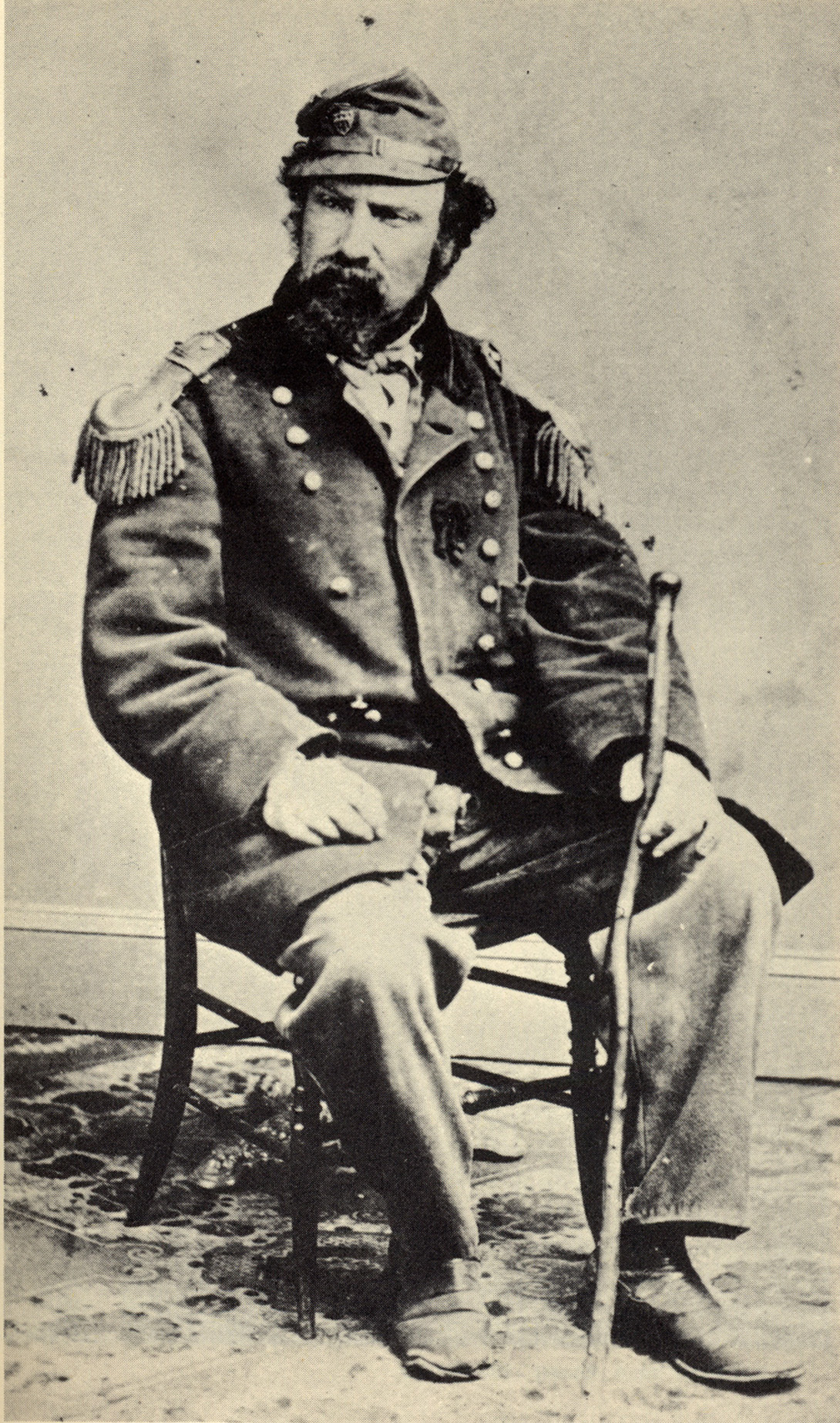
Su Majestad el Emperador Norton I

Se cree que Norton nació en Inglaterra, aunque algunos académicos se muestran en desacuerdo en cuanto a su fecha y lugar de nacimiento. Su obituario en el diario San Francisco Chronicle, citó la placa en el ataúd: «muerto a la edad de 65 años», por lo que se considera que pudo haber nacido en 1814. Otras fuentes señalan que nació el 4 de febrero de 1819 en Londres. Los registros históricos de inmigración indican que tenía dos años de edad cuando, en 1820, sus padres se mudaron a Sudáfrica. La genealogía sudafricana indica que su padre era John Norton (muerto en agosto de 1848) y su madre era Sarah Norden. Sarah era hija de Abraham Norden y hermana de Benjamin Norden, un comerciante judío próspero, que tenía tendencia a demandar a los miembros de su propia familia. Esto es respaldado por Cowan, que señala que Norton «era de origen judío hebreo».
Norton emigró de Sudáfrica a San Francisco, California, en 1849, después de recibir un obsequio de 40 000 dólares de su padre (posiblemente de su herencia). Durante un tiempo le fue bien, y llegó a acumular bastante dinero. Hacia el año 1853 había reunido alrededor de 250 000 dólares. Pero se tornó ambicioso: decidió acaparar arroz comprando todos los cargamentos, pues las importaciones de China se vieron detenidas por un veto debido a los precarios tiempos de hambruna en dicho país. El precio subió de 4 a 36 centavos por libra (equivalentes a un aumento de 9 a 79 centavos por kilogramo) pero se negaba a vender. De repente llegó la flota del Glyde desde Perú cargada de 100 toneladas de arroz y Norton, enterado de esto, compró el cargamento completo por 25 000 dólares (o doce y medio centavos por libra), con la esperanza de monopolizar el mercado.
Poco después de lo anterior, varias flotas más llegaron cargadas de arroz desde Perú, lo cual ocasionó que el precio del arroz se rebajara hasta tres centavos por libra. Norton intentó rescindir el contrato, diciendo que el negociante lo había engañado respecto a la calidad del arroz. Sucedió un largo litigio con sus asociados entre 1853 y 1857, en el que Norton resultó vencido aun cuando al principio iba ganando en juicios (hasta que la Corte Suprema de California falló en su contra). El banco Lucas Turner and Company Bank hipotecó sus propiedades en North Beach, San Francisco, para pagar su deuda. Mentalmente afectado por estas situaciones financieras, se declaró en bancarrota en 1858, y dejó la ciudad por un tiempo.

## De hombre de negocios a emperador
Tras volver de su exilio autoimpuesto a San Francisco, se disgustó mucho al percibir, en su opinión, las vicisitudes de los sistemas legal y político de los Estados Unidos. El 17 de septiembre de 1859, decidió hacer algo al respecto y le envió cartas a varios periódicos de la ciudad, en donde se proclamó como «Emperador de estos Estados Unidos»:

A petición, y por deseo, perentorio de una gran mayoría de los ciudadanos de estos Estados Unidos, yo, Joshua Norton, antes de Bahía de Algoa, del Cabo de Buena Esperanza, y ahora por los pasados 9 años y 10 meses de San Francisco, California, me declaro y proclamo emperador de estos Estados Unidos; y en virtud de la autoridad de tal modo investida en mí, por este medio dirijo y ordeno a los representantes de los diferentes Estados de la Unión a constituirse en asamblea en la Sala de Conciertos de esta ciudad, el primer día de febrero próximo, donde se realizarán tales alteraciones en las leyes existentes de la Unión como para mitigar los males bajo los cuales el país está trabajando, y de tal modo justificar la confianza que existe, tanto en el país como en el extranjero, en nuestra estabilidad e integridad.
NORTON I, Emperador de los Estados Unidos.

El anterior anuncio apareció primeramente con un tono humorístico en el San Francisco Bulletin. Norton luego agregaría la coletilla de «Protector de México» a su título. De esta forma, comenzó su reinado de 21 años sobre Norteamérica.

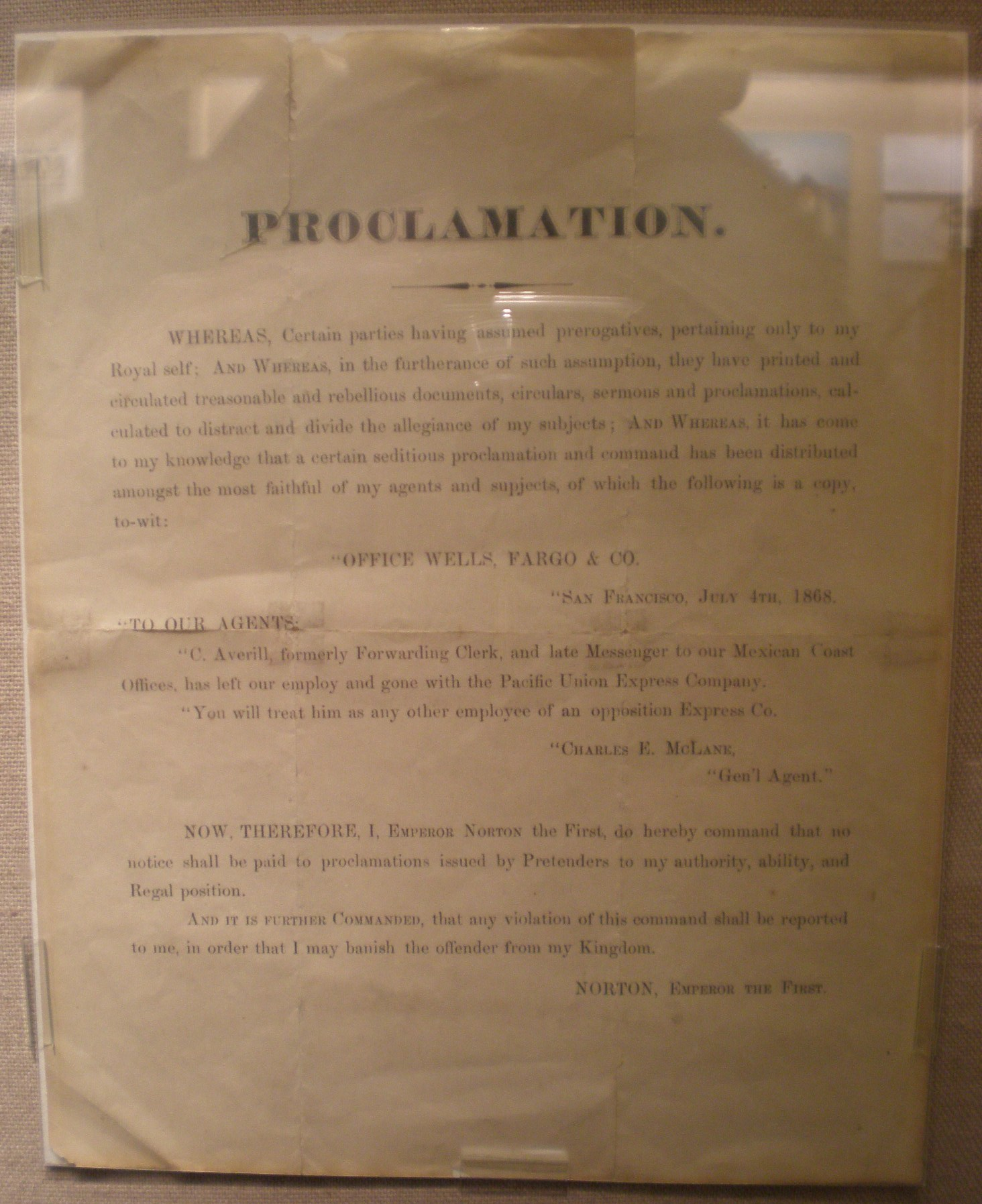
Una de las proclamaciones sin fechar de Norton

En su autoproclamado rol como emperador, publicó varios decretos sobre cuestiones relacionadas con el Estado. Al asumir el control absoluto sobre el país, consideró que no era necesario contar más con una legislatura, por lo que el 12 de octubre de 1859 autorizó formalmente la disolución del Congreso de los Estados Unidos. Ahí mencionó:

... el fraude y la corrupción previenen una expresión justa y apropiada de la voz pública; esa violación directa de las leyes ocurre constantemente, ocasionada por la muchedumbre, los partidos, las facciones y bajo influencia de sectas políticas; el ciudadano no tiene esa protección y propiedad personales a las que tiene derecho.

“En vista de que un grupo de hombres que se llaman a sí mismos Congreso están ejerciendo en este momento en la ciudad de Washington, violando el edicto imperial del 12 de octubre, se declara abolido y que este decreto debe ser cumplido a cabalidad. Entonces, se le ordena al comandante en jefe de las fuerzas militares, general Scott al momento de terminado este decreto, al mando de las fuerzas necesarias desalojar las salas del Congreso”

## Vida y obras
A lo largo de los años, Norton I lanzó varias proclamas, las cuales iban de lo ridículo -establecer una multa de veinticinco dólares a quienquiera que tras haber sido advertido se refiriese a la ciudad con el nombre de Frisco- a lo visionario -ordenar la construcción de un puente colgante que uniese Oakland y San Francisco sin interrumpir la navegación en la bahía, justo en el lugar ocupado hoy día por el Puente de la Bahía, pasando por varios divertidos o curiosos -disolver a los partidos Republicano y Demócrata o autonombrarse Protector de México-..

“Dada la incapacidad de los mexicanos de regir sus propios asuntos, yo, Norton I, asumo el papel de Protector de México”

El emperador Norton tenía su corte en un edificio gris de habitaciones de alquiler, con retratos de Napoleón I emperador de Imperio Francés y la Victoria reina de Gran Bretaña e Irlanda y emperatriz de la India (con quien se dice mantuvo correspondencia) colgados de la pared. Por las tardes se paseaba por las calles seguido de dos perros mestizos llamados Lázaro y Bummer correspondiendo con toda seriedad a las reverencias de sus súbditos, inspeccionando las alcantarillas y comprobando los horarios de los autobuses. Iba a una iglesia diferente cada domingo, a fin de evitar celos entre las diversas sectas.
Si bien sus decretos y proclamas rara vez eran tomados en serio y Norton siguió llevando una vida simple, y aunque no tenía poder político y su influencia se extendía solamente tan lejos como le fue complacido por aquellos alrededor de él, durante el resto de su vida comió siempre en los mejores restaurantes a cuenta de la casa, e incluso tenía un asiento reservado en los teatros de la ciudad (De hecho, se dice que ninguna obra o concierto se atrevía a abrir sin antes haber predispuesto asientos para Norton y sus dos perros). Cuando Norton I entraba en la ópera, todos los demás asistentes se ponían en pie y guardaban silencio hasta que se sentaba. Por supuesto, al ser emperador, tomó medidas para hacer del suyo un país mejor, tales como abolir una compañía ferroviaria por haber tenido la desfachatez de no invitarle a comer gratis en uno de sus vagones... Por suerte la compañía rectificó, proporcionándole un pase vitalicio y disculpándose públicamente.
Durante un tiempo Norton I acarició la posibilidad de casarse hasta que posó sus ojos en la Reina Victoria, según se dice. La realidad es que Norton I sí llegó a cartearse con la Reina Victoria.[cita requerida]
En 1863 falleció Lázaro en un accidente, atropellado por un vehículo perteneciente al Departamento de Bomberos de San Francisco, conllevando a un periodo de luto público. Cuando Bummer murió en 1865 Mark Twain escribió un epitafio para el perro, diciendo que había muerto "con muchísimos años y muchísimo honor, enfermedades y pulgas". 

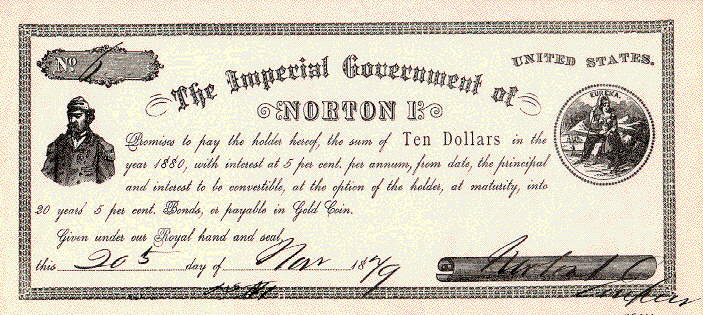
Billete de $10.

Aparte de los favores, recibía ciertos reconocimientos como emperador. En 1870 se hizo un censo de población, y en las casillas referidas a un Joshua Norton (residente del número 642 de Commercial Street) el agente censal puso como ocupación “emperador”; hizo billetes de su propia denominación, y la municipalidad los validaba y los cambiaba por dólares reales al mismo monto, llegando a pagar con ellos varios productos. Estos billetes hoy en día son una rareza evaluada en miles de dólares en casas de subastas.
Al estallar la guerra civil en 1861 siguió el curso de la contienda con "profunda preocupación". Convocó a San Francisco al presidente de los Estados Unidos Abraham Lincoln y a Jefferson Davis, presidente de los Estados Confederados, para mediar entre ellos. Viendo que no comparecía ninguno y que ni siquiera le contestaban, ordenó un alto el fuego hasta que él "tomara su imperial decisión".
Implantó un sistema de impuestos: 25 a 50 centavos semanales a los tenderos y tres dólares semanales a los bancos. Los ciudadanos de San Francisco se rieron, pero la mayoría pagó.
Como fue un gobernante justo y honrado, no se enriqueció gracias a su posición. De hecho, en 1867, el oficial Armand Barbier de la policía, arrestó a Norton por vagabundo. La gente se indignó mucho y no se tranquilizó hasta que el director de la policía le liberó y una delegación de concejales le visitó y le pidió disculpas varias veces. Era magnánimo, y olvidó el incidente.
Era tal la influencia del emperador que, en una ocasión llegó a detener a una turba. Los manifestantes se dirigían indignados hacia las viviendas de los trabajadores chinos, dispuestos a apalear a varios de ellos, cuando Norton I se colocó frente a la manifestación, se subió a una caja para que todo el mundo le viera, y se puso a cantar. Y a continuación soltó un largo discurso sobre las ventajas de llevarse bien con todo el mundo y la necesidad de amar al prójimo. Debió ser grandioso, pues la enfurecida masa se transformó en un montón de gente sonriente de camino a su casa.
Cuando su uniforme estuvo deslucido y harapiento, Norton dictó una proclama: 

«Sabed que yo, Norton I, tengo varias quejas contra mis vasallos, considerando que mi imperial guardarropa constituye una desgracia nacional».

Al día siguiente el ayuntamiento aprobó una subvención para equiparlo de nuevo.

## Muerte
El emperador de los Estados Unidos (y protector de México) reinó durante 21 años. Siempre vivió en San Francisco, donde se convirtió en una atracción turística más. 
El 8 de enero de 1880, Norton I, Emperador de los Estados Unidos y Protector de México, murió de un ataque de apoplejía mientras se dirigía a una plática en la Academia de Ciencias Naturales. En 1980 San Francisco conmemoró el centenario luctuoso de su monarca con ceremonias a mediodía. A su entierro asistieron más de diez mil (10 000) personas, el cortejo se extendía por más de tres kilómetros. Al día siguiente de su funeral, el 11 de enero de 1880, hubo un eclipse total de sol. Su necrológica decía así[cita requerida]: 

«El Emperador Norton no mató a nadie, no robó a nadie, no se apoderó de la patria de nadie. De la mayoría de sus colegas no se puede decir lo mismo.»

Fue enterrado en el cementerio Masónico, pero en 1934 fue situado, a expensas de la ciudadanía al cementerio Woodlawn, bajo una lápida con el epitafio: “Emperador de los Estados Unidos y Protector de México”

## Reconocimiento póstumo y repercusión en la cultura popular
Joshua A. Norton, el primer y, hasta ahora, único emperador que han tenido los Estados Unidos, era todo un personaje. El Rey en Las aventuras de Huckleberry Finn de Mark Twain está basado en él. Y, por cierto, uno de los santos de la religión Discordiana, y es mencionado repetidamente en la obra muy influyente de la religión, el Principia Discordia, donde se le llama "Hijo unigénito de la Diosa".

Todo el mundo comprende a Mickey Mouse. Pocos comprenden a Herman Hesse. Sólo un puñado comprendió a Albert Einstein. Nadie comprendió al Emperador Norton.
Principia Discordia

En 1980, se dieron una multitud de ceremonias en San Francisco conmemorando en centenario de la muerte del Emperador.
Actualmente un grupo de simpatizantes promueve una iniciativa que busca cambiar el nombre del puente de la bahía por el de Emperor Norton Bridge.
En abril de 1976 René Goscinny publicó (editorial Dargaud) el n.º 45 de su cómic Lucky Luke con el nombre de L'empereur Smith (El Emperador Smith), cuya historia está basada libremente en Joshua A. Norton (el libro incluye un breve apéndice biográfico del "emperador" Norton).
En 1991, Neil Gaiman adaptó uno de sus capítulos de su renombrada serie de cómics The Sandman con la historia de Joshua Norton. Corresponde al número 31 de la serie y lleva el título Tres septiembres y un enero.
En las novelas de Christopher Moore Bloodsucking Fiends, Un Trabajo Muy Sucio, y ¡Chúpate Esa! aparece un personaje basado en Norton en el actual San Francisco, que es llamado "El Emperador de San Francisco", y que va acompañado por sus perros Lazarus y Holgazán.
La popular serie de televisión Bonanza, de los años sesenta, le dedicó un episodio en donde Norton, además de haber ideado el puente colgante Golden Gate, aparece como un gran defensor de los habitantes chinos de San Francisco y amigo personal de Mark Twain.
En 2012 Fran Collado, un ilustrador albaceteño residente en Barcelona, le dedicó su libro "Rábanos", un libro de ilustraciones de humor absurdo que lo único que tiene que ver con el Emperador Norton I es que su autor es también emperador.

## En la cultura popular
La historia aparece retratada en el número 31 del cómic The Sandman, titulada "Tres septiembres y un enero", que se incluye dentro del arco argumental "Espejos Distantes" que trata sobre distintos emperadores.
Aparece en el juego de video Shadowrun: Dragonfall, como un NPC seleccionable.
Aparece también en la novela Theodoros del escritor rumano Mircea Cartarescu.